# دیورتیولی (شهرستان شارانسکی، باشقیرستان)
دیورتیولی (انگلیسی: Dyurtyuli, Sharansky District, Republic of Bashkortostan) یک شهرک در شهرستان شارانسکی استان باشقیرستان کشور روسیه است.